# Richard Olivier de Longueil
Pour les articles homonymes, voir Longueil (homonymie).
Richard Olivier de Longueil, surnommé le cardinal de Coutances ou d'Eu (né le 18 décembre 1406 au château de Jonques en Normandie, et mort à Sutri le 19 août 1470) est un cardinal français du XVe siècle.

## Biographie

### Origines
Son père est Guillaume III, vicomte d'Auge (en Normandie), gouverneur de Caen et de Dieppe. Sa mère est Catherine de Bourquenobles, deuxième épouse de son père :
Il a pour fratrie, d'une part les enfants de son père avec sa première épouse Gillette L'Allemand :
- Raoul de Longueil, mort à Azincourt (1415) en même temps que leur père et leur oncle seigneur d'Ofrainville ;
- Ian II, seigneur de Longueil, Vuarangeuille, Ofrainville, la Rivière, Maisons et du Rancher dans le Maine, président du parlement de Paris[1];
- Philippe de Longueil, seigneur d'Ofrainville, tué en 1432[1].

Il a aussi pour fratrie les autres enfants nés de ses deux parents, et dont il est l'aîné :
- Guillaume IV seigneur de Vuarangeuille et de Biennot, capitaine de 100 hommes d'armes sous Charles VII[1] ;
- Philippe, prévôt de l'église de Reims, grand archidiacre de Laon, conseiller au parlement de Paris[1].

L'un de ses neveux est Pierre de Longueil évêque d'Auxerre, fils de son demi-frère Ian II et de son épouse Jeanne Bouju.

### Carrière
Il devient vicomte d'Auge lors d'un partage (à la mort de son père en 1415 ?). 
Richard Olivier de Longueil est protonotaire apostolique, président de la Chambre des comptes, chantre de Lisieux, chanoine de Rouen et archidiacre d'Eu. Il est nommé évêque de Coutances en 1453, et fait partie de la commission papale qui réhabilite Jeanne d'Arc en 1456. 
Il est chef du Conseil royal sous Charles VII (145.-1461)
Le pape Calixte III (1455-1458) le crée cardinal lors du consistoire du 17 décembre 1456, sur demande du roi de France. Le cardinal de Longueil ne participe pas au conclave de 1458, lors duquel Pie II est élu pape. Pie II l'envoie en France pour restaurer le prestige de la papauté en France et il suit une atténuation par le roi de la Pragmatique Sanction de Bourges. Il participe au conclave de 1464, lors duquel Paul II est élu. Le nouveau pape le nomme archiprêtre de la basilique du Latran où il monte la statue de Saint-Pierre. Il est nommé légat apostolique en Pérouse et abbé commendataire de l'abbaye de Saint-Gildas de Rhuys, de l'abbaye de la Trinité de Vendôme, de l'abbaye Saint-Corneille de l'abbaye Notre-Dame d'Ambronay et de l'abbaye Saint-Basle de Verzy en 1465.
Sous Louis XI (1461-1483) il encourt une disgrâce et la vicomté d'Auge lui serait alors confisquée.